# Suliszów (Kielce)
Pour les articles homonymes, voir Suliszów.
Suliszów est une localité polonaise de la gmina de Chmielnik, située dans le powiat de Kielce en voïvodie de Sainte-Croix.